# Stenbittjärnen (Los socken, Hälsingland, 683942-144259)
Stenbittjärnen är en sjö i Ljusdals kommun i Hälsingland och ingår i Dalälvens huvudavrinningsområde. Sjön har en area på 0,0805 kvadratkilometer och ligger 537,2 meter över havet.

## Delavrinningsområde
Stenbittjärnen ingår i det delavrinningsområde (683745-144411) som SMHI kallar för Ovan Nappobäcken. Medelhöjden är 498 meter över havet och ytan är 10,94 kvadratkilometer. Räknas de 11 avrinningsområdena uppströms in blir den ackumulerade arean 60,22 kvadratkilometer. Sandsjöån (Sundsjöån) som avvattnar avrinningsområdet har biflödesordning 3, vilket innebär att vattnet flödar genom totalt 3 vattendrag innan det når havet efter 433 kilometer. Avrinningsområdet består mestadels av skog (86 procent). Avrinningsområdet har 0,19 kvadratkilometer vattenytor vilket ger det en sjöprocent på 1,8 procent.